# Peter Gahleitner

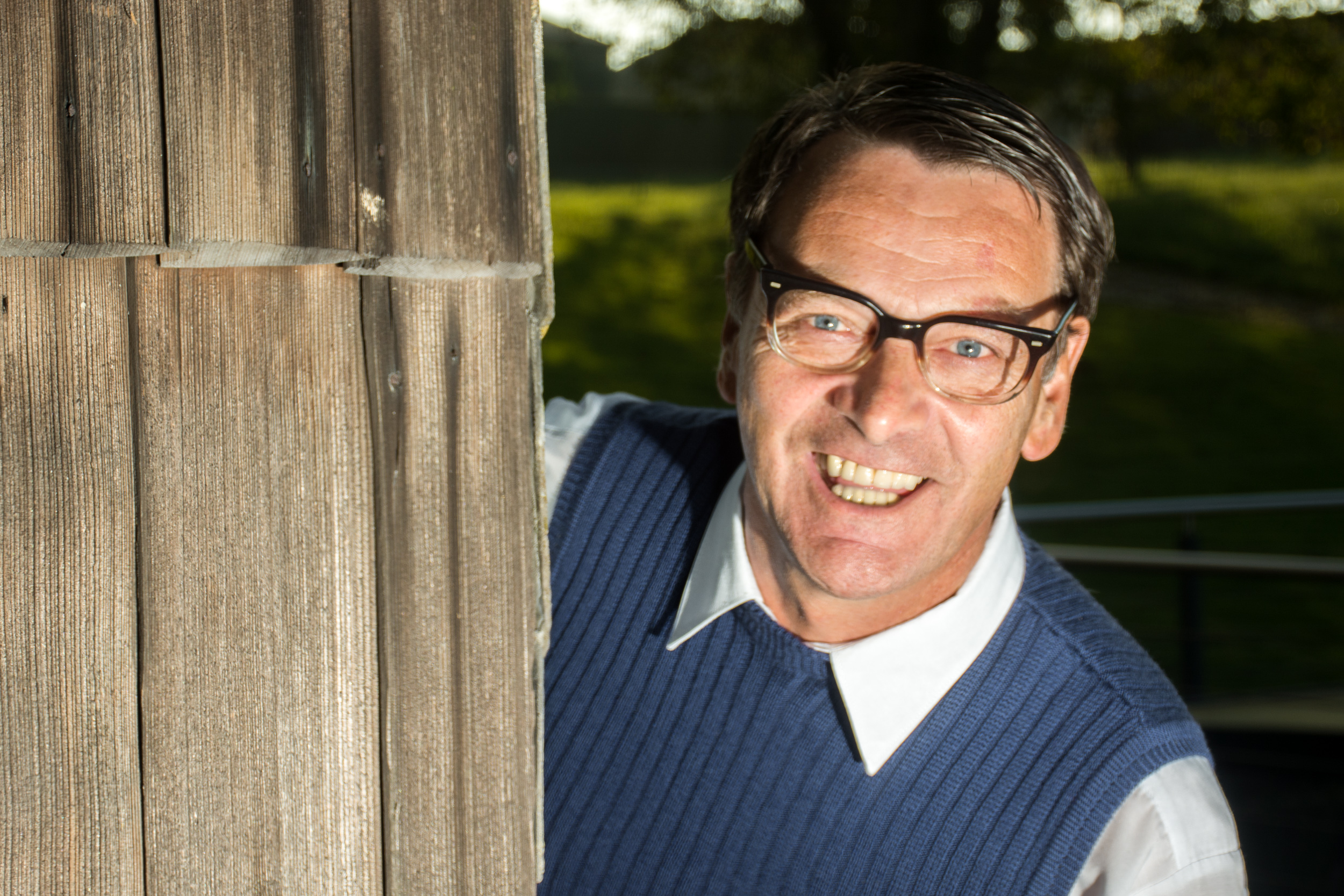
Peter Gahleitner (2014)

Peter Gahleitner (* 10. Dezember 1962 in Riedau, Oberösterreich; † 13. August 2024) war ein österreichischer Kabarettist.

## Werdegang
Peter Gahleitner war ab 1978 beim Amt der Oberösterreichischen Landesregierung beschäftigt. Er war Vizebürgermeister (ÖVP) seiner Heimatgemeinde Riedau. Erst mit 50 Jahren schrieb er sein erstes Kabarettprogramm, er galt im Kabarett als Spätzünder: Im Sommer 2012 schrieb Gahleitner sein Soloprogramm Früha woar olles bessa und sandte das Video dieses Programms an verschiedene Bühnen. Im November 2012 wurde Gahleitner für den renommierten Niederösterreichischen Kleinkunstpreis nominiert. Den 3. Platz (als einziger Neuling unter 6 Hauptberuflichen) belegte er beim Oberösterreichischen Kleinkunstpreis in Enns.
2013 folgte die Jurynominierung für den Grazer Kleinkunstvogel, dem ältesten Kabarettnachwuchswettbewerb im deutschsprachigen Raum.
Im München Schlachthof spielte Peter Gahleitner 2015 erstmals sein Programm Früha woar olles bessa.
Ein weiteres wichtiges Engagement war der Auftritt bei den topbesetzten Ingolstädter Kabaretttagen 2016 u. a. mit Alfred Dorfer und Günter Grünwald.

## Programme
In dem Programm "Früha woar olles bessa" (2012–2017) zog der Kabarettist in satirischer Weise über alles Neue her und träumt von der früheren Zeit, wo alles besser war:
Der stockkonservative Beamte eines Innviertler Postamts trauert seiner Kindheit nach: Alles hat sich verändert, die Sau’n werden nicht mehr daheim gestochen, die Kinder heißen nur mehr Chantal und Maurice und Geselchtes mit Knödel ist ihm schon lieber als ehelicher Sex.
Er leidet unter Alternativen-Neurose, begegnet dem Dalai Lama, sinniert über verlorene Eheromantik und dem Vorhaben seiner Frau, nur mehr vegetarisch zu kochen.
Im Programm „Einfach aus‘m Leben. EheGschichtn und andere Katastrophen“ (ab 2018) erzählte Gahleitner Geschichten aus dem Alltag eines verlassenen Ehemanns.

## Pressekritiken
- Münchner Stadtmagazin: „Stockkonservativ komisch“
- Nachrichten, Regensburg Bayern: „Herausragendes Kabarett auf hohem Niveau; Note 1 auch vom Publikum“
- Nachrichten, Linz: „Gahleitner ist witzig und wunderbar bissig.“
- Oberösterreichische Nachrichten: „Spaßig, bissig, preisgekrönt.“
- Oberösterreichische Nachrichten: „Gahleitner füllt die Kabarettsäle des Landes“
- Tips: „Trockener Humor mit einer Prise Gemeinheit“

## Preise und Auszeichnungen
- Februar 2010: Ehrenring in Gold der Gemeinde Riedau[4]
- 2011: Goldene Medaille für Verdienste um die Republik Österreich[5]
- Jury-Nominierung zum „Grazer Kleinkunstvogel“
- Publikumspreis im deutschen Leipzig
- Salzburger Kabarettpreis „Salzburger Sprössling“ 2016[6]